# Iwamoto Masaki
Masaki Iwamoto (sinh ngày 30 tháng 10 năm 1983) là một cầu thủ bóng đá người Nhật Bản.

## Sự nghiệp câu lạc bộ
Masaki Iwamoto đã từng chơi cho Avispa Fukuoka.